# Fonte do Bastardo
Fonte do Bastardo é uma freguesia portuguesa do município da Praia da Vitória,  com 8,90 km² de área e 1171 habitantes (censo de 2021). A sua densidade populacional é 131,6 hab./km².
É uma freguesia cujo nome, afirmam alguns, provém de uma fonte que ali existia e que ficava nas terra de um homem de nascimento bastardo, filho de um nobre local.
Não se consegue apurar com exaco a data em que foi constituída como freguesia independente. Refere Frei Diogo das Chagas que terá sido criada onde se encontrava a antiga Ermida de Santa Bárbara. O historiógrafo Ferreira Drummond afirma ter encontrado uma referência a esta localidade no testamento de uma Catarina da Silva, mulher de Gonçalo Anes de Mendonça, de 1531. Esta freguesia foi um dos primeiros povoados da ilha Terceira. Refere o padre e historiador açoriano António Cordeiro que no lugar de Santa Bárbara, como era inicialmente conhecida a freguesia, se instalaram indivíduos de origem nobre como João Bettencourt, João Cardoso, Cristóvam Paim e António Fonseca da Câmara.
Trata-se de um dos mais antigos povoados da ilha Terceira.

## Demografia
A população registada nos censos foi:
| Distribuição da População por Grupos Etários | Distribuição da População por Grupos Etários | Distribuição da População por Grupos Etários | Distribuição da População por Grupos Etários | Distribuição da População por Grupos Etários |
| -------------------------------------------- | -------------------------------------------- | -------------------------------------------- | -------------------------------------------- | -------------------------------------------- |
| Ano                                          | 0-14 Anos                                    | 15-24 Anos                                   | 25-64 Anos                                   | > 65 Anos                                    |
| 2001                                         | 234                                          | 181                                          | 596                                          | 145                                          |
| 2011                                         | 240                                          | 169                                          | 692                                          | 177                                          |
| 2021                                         | 160                                          | 148                                          | 666                                          | 197                                          |

## Património natural
- Pico dos Borbas

## Património construído
- Igreja de Santa Bárbara (Fonte do Bastardo)
- Império do Espírito Santo da Fonte do Bastardo
- Ermida de São José

## Órgãos da Freguesia
- Associação Filarmónica Cultural e Recreativa de Santa Bárbara da Fonte do Bastardo
- Escuteiros
- Associação de Jovens da Fonte do Bastardo
- Centro Social de Santa Bárbara da Fonte do Bastardo
- Junta de Freguesia da Fonte do Bastardo

## Edifícios
- Salão de Festas da Fonte do Bastardo
- Pavilhão Vitalino Fagundes
- Cooperativa de Consumo da Fonte do Bastardo
- Escola EB1/JI Francisco Soares de Oliveira
- Casa do Povo da Fonte do Bastardo
- Centro Social da Fonte do Bastardo